# Затонський (Волгоградська область)
Затонський (рос. Затонский) — хутір у Серафимовицькому районі Волгоградської області Російської Федерації.
Населення становить 180 осіб. Входить до складу муніципального утворення Буєрак-Поповське сільське поселення.

## Історія
Хутір розташований у межах українського історичного та культурного регіону Жовтий Клин.
Згідно із законом від 24 грудня 2004 року № 979-ОД органом місцевого самоврядування є Буєрак-Поповське сільське поселення.

## Населення
| 2010 |
| ---- |
| 180  |